# Wojciech Łuczak
Wojciech Łuczak (ur. 28 lipca 1989 w Zgorzelcu) – polski piłkarz występujący na pozycji pomocnika.

## Kariera
Łuczak rozpoczynał karierę w juniorskich sekcjach Hutnika Pieńsk, Nysy Zgorzelec i Piotrcovii Piotrków Trybunalski. W 2008 roku wyjechał do holenderskiego Willem II Tilburg, występując w jego barwach dla drużyn młodzieżowych. Po trzech latach przeszedł do Cracovii. Zadebiutował w Ekstraklasie 6 marca 2010 roku przeciwko Lechowi Poznań. Rozegrał dla tego klubu sześć meczów, a w 2011 roku został zawodnikiem Bogdanki Łęczna. W I lidze zagrał 29 spotkań i zdobył 11 bramek.
W 2012 roku Łuczak przeniósł się do Górnika Zabrze. Następnie grał w Wiśle Płock i Zagłębiu Sosnowiec. W styczniu 2018 podpisał kontrakt z Łódzkim Klubem Sportowym. Po dwóch latach przeszedł do Stomilu Olsztyn. Od lipca 2021 jest zawodnikiem Raduni.
| Sezon       | Klub               | Kraj   | Rozgrywki   | Mecze | Bramki |
| ----------- | ------------------ | ------ | ----------- | ----- | ------ |
| 2009/10 (w) | Cracovia           | Polska | Ekstraklasa | 2     | 0      |
| 2010/11     | Cracovia           | Polska | Ekstraklasa | 4     | 0      |
| 2011/12     | Bogdanka Łęczna    | Polska | I liga      | 29    | 11     |
| 2012/13     | Górnik Zabrze      | Polska | Ekstraklasa | 9     | 1      |
| 2013/14     | Górnik Zabrze      | Polska | Ekstraklasa | 19    | 1      |
| 2014/15     | Górnik Zabrze      | Polska | Ekstraklasa | 19    | 2      |
| 2015/16     | Wisła Płock        | Polska | I liga      | 30    | 3      |
| 2016/17     | Zagłębie Sosnowiec | Polska | I liga      | 39    | 3      |
| 2017/18     | Zagłębie Sosnowiec | Polska | I liga      | 16    | 1      |
| 2017/18     | Łódzki KS          | Polska | II liga     | 15    | 8      |
| 2018/19     | Łódzki KS          | Polska | I liga      | 31    | 2      |
| 2019/20     | Łódzki KS          | Polska | Ekstraklasa | 4     | 0      |
| 2020/21     | Stomil Olsztyn     | Polska | I liga      | 29    | 3      |
| 2021/22     | Radunia Stężyca    | Polska | II liga     |       |        |

- Stan na 21 lipca 2021